# Escaunets
Escaunets ist eine französische Gemeinde mit 117 Einwohnern (Stand 1. Januar 2022) im Département Hautes-Pyrénées in der Region Okzitanien (vor 2016: Midi-Pyrénées). Die Gemeinde gehört zum Arrondissement Tarbes und zum Kanton Vic-en-Bigorre.
Die Einwohner werden Escaunésiens und Escaunésiennes genannt.

## Geographie
Escaunets liegt circa 18 Kilometer nordwestlich von Tarbes in der historischen Provinz Bigorre in einer Exklave des Départements im benachbarten Département Pyrénées-Atlantiques.
Umgeben wird Escaunets von den sieben Nachbargemeinden:
| Villenave-près-Béarn            | Maure (Pyrénées-Atlantiques)                | Pontiacq-Viellepinte (Pyrénées-Atlantiques) |
| Bédeille (Pyrénées-Atlantiques) | Kompassrose, die auf Nachbargemeinden zeigt | Montaner (Pyrénées-Atlantiques)             |
|                                 | Séron                                       | Ponson-Debat-Pouts (Pyrénées-Atlantiques)   |

## Einwohnerentwicklung

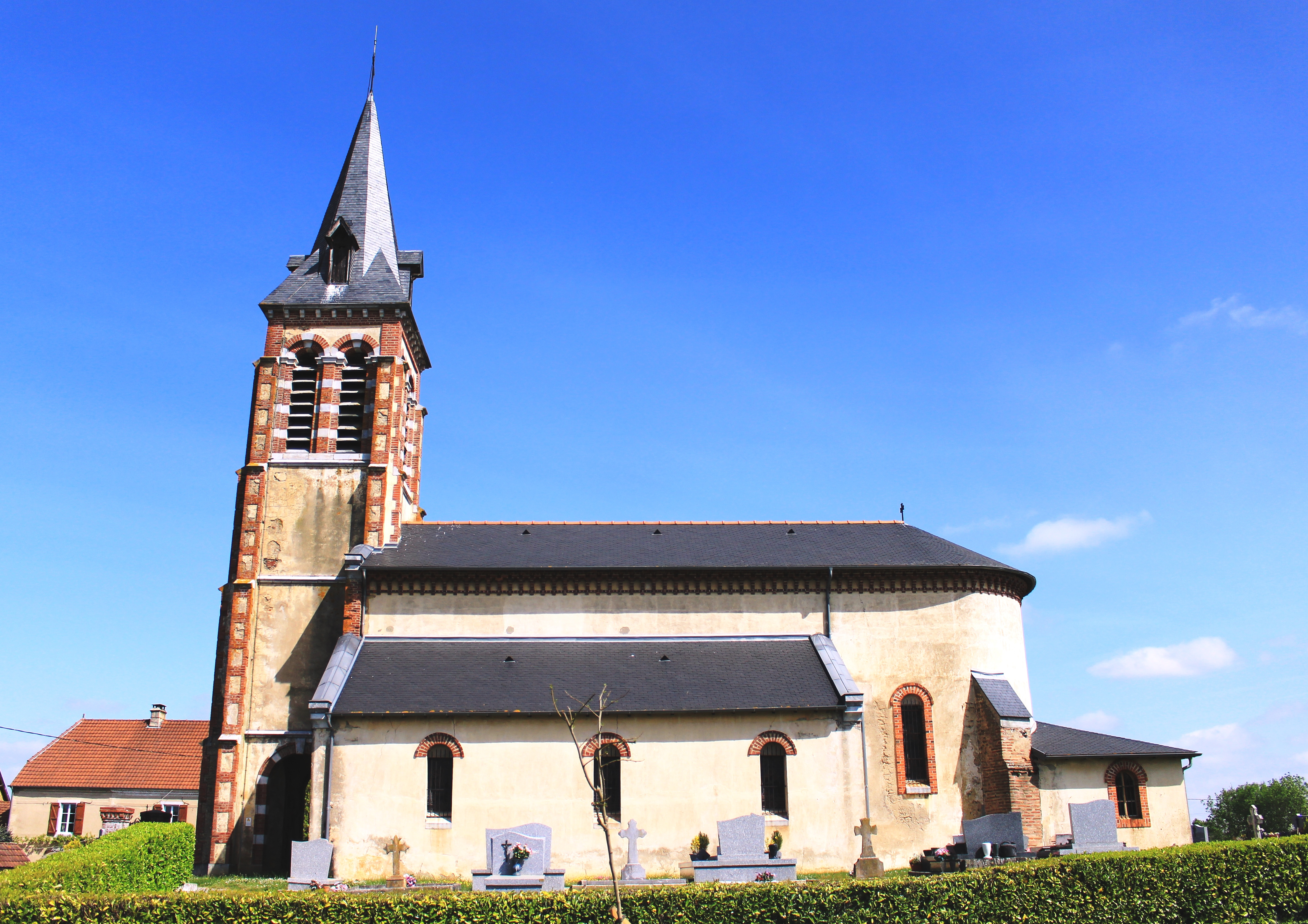
Pfarrkirche Saint-Étienne

Nach Beginn der Aufzeichnungen stieg die Einwohnerzahl bis zur Mitte des 19. Jahrhunderts auf einen Höchststand von rund 310. In der Folgezeit sank die Größe der Gemeinde bei kurzen Erholungsphasen bis zur Jahrtausendwende auf rund 95, bevor eine Wachstumsphase einsetzte, die bis heute anhält.
| Jahr      | 1962 | 1968 | 1975 | 1982 | 1990 | 1999 | 2006 | 2011 | 2022 |
| --------- | ---- | ---- | ---- | ---- | ---- | ---- | ---- | ---- | ---- |
| Einwohner | 130  | 118  | 104  | 109  | 100  | 93   | 99   | 117  | 117  |

## Sehenswürdigkeiten
- Pfarrkirche Saint-Étienne

## Wirtschaft und Infrastruktur

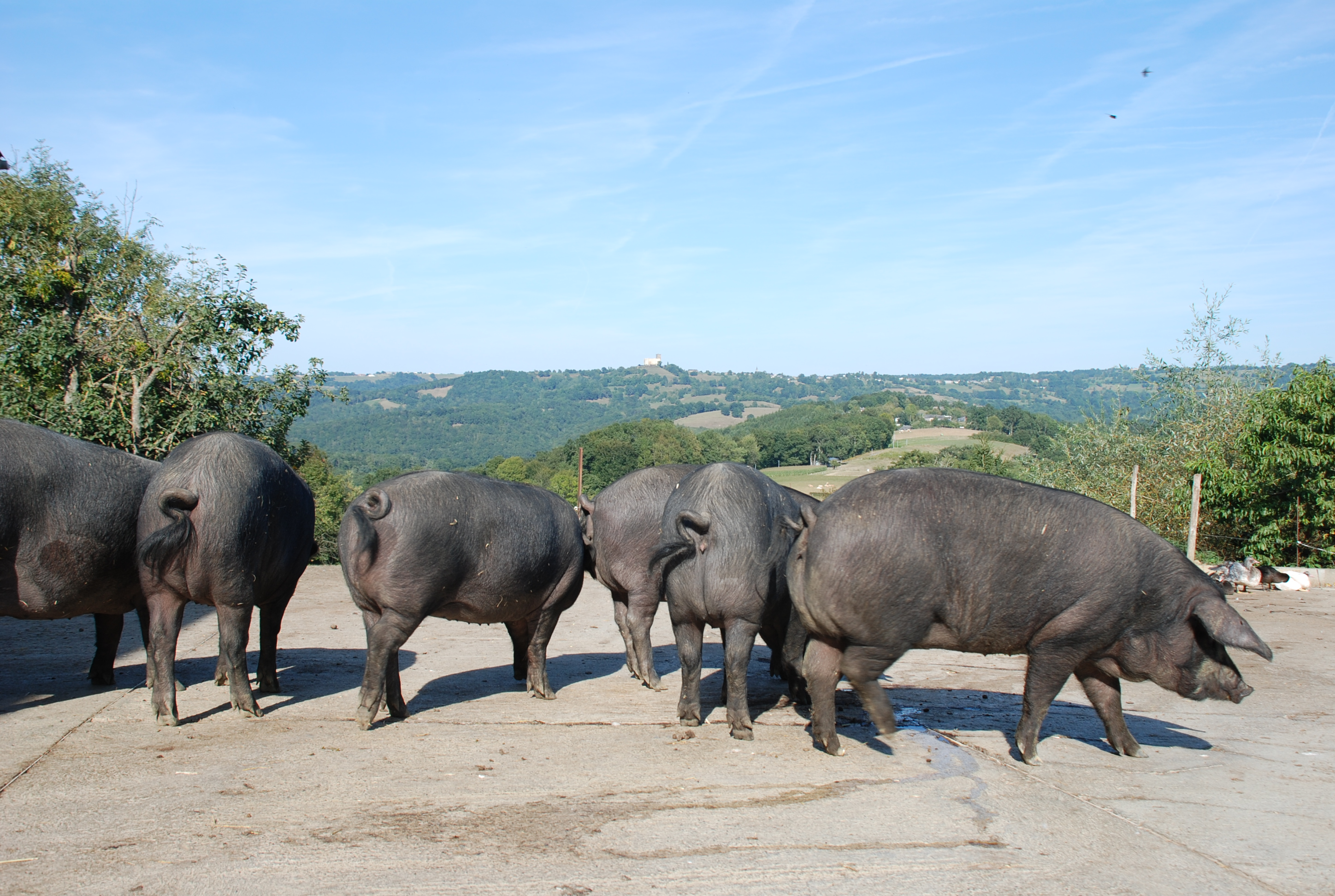
Porcs Noirs de Bigorre

Escaunets liegt in den Zonen AOC der Schweinerasse Porc noir de Bigorre und des Schinkens Jambon noir de Bigorre.

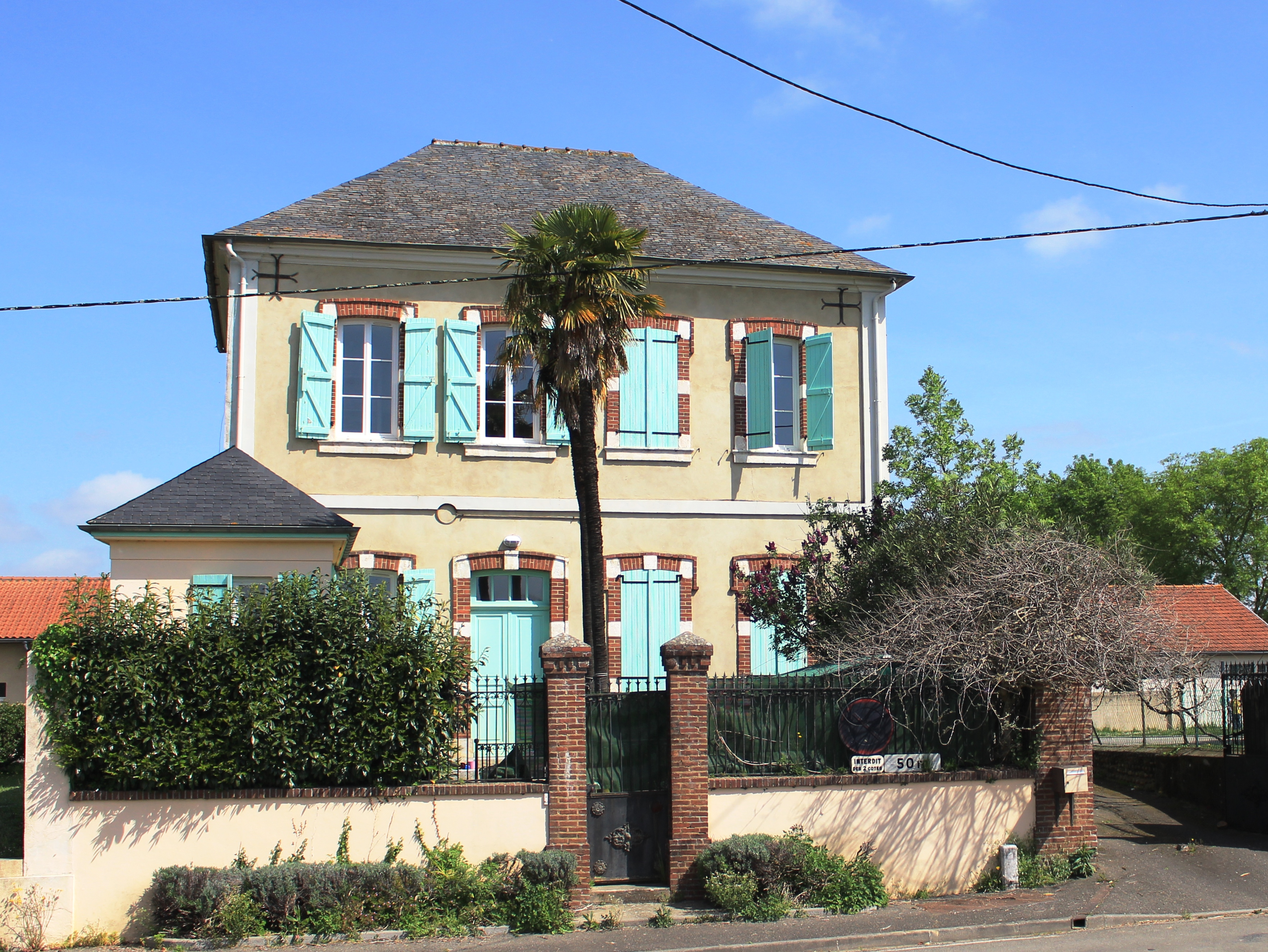
Schulgebäude

### Bildung
Die Gemeinde verfügt über eine öffentliche Grundschule mit 23 Schülerinnen und Schülern im Schuljahr 2019/2020.

### Verkehr
Escaunets ist über die Routes départementales 200, 247 (Pyrénées-Atlantiques: 407) und 347 erreichbar.